# Az elszánt diplomata (film)
Az elszánt diplomata (eredeti cím: The Constant Gardener) 2005-ben bemutatott, Oscar-, BAFTA- és Golden Globe-díj nyertes brit-amerikai-német-kínai filmdráma, John le Carré azonos című regénye alapján. A történet főszereplője Justin Quayle, aki a felesége meggyilkolásához vezető okok kutatására indul. Rendezője az Isten városával nevet szerző brazil Fernando Meirelles, főszereplői pedig Ralph Fiennes és Rachel Weisz.
A forgatási munkálatok Loiyangalaniban és a kenyai Kiberában folytak. A film alkotói megalapították a Constant Gardener Trust-ot (Elszánt Diplomata Alapítvány), hogy biztosíthassák az alapvető tanulmányokat e két falu környékén. Weisz, Fiennes és le Carré mind a jótékonysági szervezet pártfogója.

## Szereplők
| Szereplő                 | Színész            | Magyar hang      |
| ------------------------ | ------------------ | ---------------- |
| Justin Quayle            | Ralph Fiennes      | Forgács Péter    |
| Tessa Quayle             | Rachel Weisz       | Major Melinda    |
| Sandy Woodrow            | Danny Huston       | Kőszegi Ákos     |
| Sir Bernard Pellegrin    | Bill Nighy         | Áron László      |
| Dr. Lorbeer / Dr. Brandt | Pete Postlethwaite | Borbiczki Ferenc |

## Forgatási helyszínek
- Nairobi, Kenya, Brit Főkonzulátus
- London, Anglia, Gentleman's club
- Berlin, Németország, NGO clearing house
- Winnipeg, Manitoba, Kanada, kutatólaboratórium (a filmvégi KDH labor valójában a Királyi Kanadai Pénzverde Winnipegben)
- Lokichokio, Észak-Kenya
- Dél-Szudán, menekülttábor
- Olaszország, kis falu
- Magadi-tó, Kenya

## Kritikák és visszhang
Egyes vélekedések szerint a film nem él a lehetőséggel, hogy komolyabb kritikával illesse a gyógyszeripart és egyes tevékenységeik Afrikára mért hatását. Sonia Shah, a The Nationben azt írja, a film "elhibázottan vádolja a Nagy Gyógyszeripar bűnrészességét az afrikai betegségekben és szegénységben", és nem hihetőnek nevezte, amit látott. Ty Burr a Boston Globe-tól úgy vélekedik, hogy a film lekicsinyíti "a nyugat humanitárius afrikai kapcsolatmegszakításának valódi sürgősségét. Ha a közönség otthon felnéz az Amnesty International weboldalára, nagyszerű – de ettől a film még nem lesz nagyon jó." A Village Voice munkatársa, Michael Atkinson kritikával illette a film azon mozzanatát, hogy a gyógyszeripar afrikai hatásainak kisebb részleteire koncentrál, ahelyett, hogy "a hatalmas állami bevételek és harmadik világ országainak biztosított sovány orvosi támogatások arányaira" világítana rá.

## Érdekességek
- A film zenéjének keverésére a Sphere Studiosban került sor.
- Eva Green és Kate Winslet is szóba került Tessa Quayle szerepére.
- Felkészülésképpen a filmre, Fernando Meirelles rendező Brian Woods és Michael Simkin BBC-dokumentumfilmjét, a Dying for Drugst tanulmányozta.
- Tessa Quayle karaktere egy híres szociális aktivistán és jótékonysági munkáson, Yvette Pierpaolin alapszik, aki 1999-ben két másik szociális munkással együtt életét vesztette, mikor gépjárművükkel balesetet szenvedtek Albániában. A könyv az ő emlékére íródott.
- Iben Hjejle dán színésznőt szerződtették eredetileg a német szereplő, Birgit szerepére. Mikor a német filmbefektetők rájöttek, hogy egy dánt szánnak egy német szerepre, elintézték, hogy a német Anneke Kim Sarnau játszhassa el a szerepet.
- Az eredeti regényt betiltották Kenyában, mivel korrupt kenyai vezetők jelennek meg benne.
- A Justin szemszögéből látott jelenetek felvételénél Ralph Fiennes fogta és kezelte a kamerát.
- A rendezésre eredetileg Mike Newell volt kijelölve, de otthagyta a produkciót, mikor felajánlották neki a Harry Potter és a tűz serlegét.

## Díjak
A filmet a következő kategóriákban jelölték a 2006-ban átadott Golden Globe-díjakra: legjobb film, legjobb rendező, legjobb mellékszereplő színésznő (Rachel Weisz). Weisz elnyerte a díjat alakításáért, csakúgy, mint a Screen Actors Guild Awardot. 2006. január 31-én a film négy Oscar-jelölést kapott, a legjobb adaptált forgatókönyv, a legjobb eredeti filmzene, a legjobb vágás és a legjobb női mellékszereplő kategóriákban. Rachel Weisz ismételten győzedelmeskedett, a másik három jelölést nem sikerült díjra váltani. Az elszánt diplomata hazájávan vezette a BAFTA-jelöltek listáját a maga tíz jelölésével, melyek között szerepelt a legjobb film és a kiemelkedő brit film kategória is. Weisz és Fiennes is nominációt szerzett a főszereplő kategóriákban. Mindezek ellenére csupán egy díjat vitt haza a film, méghozzá a vágásért jutalmazták Claire Simpsont. Weisz és Fiennes ugyanakkor a London Critics Circle Film Awardson és a British Independent Film Awardson kiérdemelték alakításukért a megtiszteltetést. Weisz összesen öt díjat nyert színészi teljesítményéért. Az elszánt diplomata teljes egyenlege: 18 díj és további 40 jelölés a különböző díjátadókon.